# 해주 정씨
해주 정씨(海州鄭氏)는 황해남도 해주시를 본관으로 하는 한국의 성씨이다.
시조 정숙(鄭肅)은 고려 신종 때 문과에 합격하여 전법정랑(典法正郞), 중현대부(中顯大夫) 전객서령(典客署令)을 지냈다.

## 기원
해주 정씨(海州鄭氏)의 선계는 알려져 있지 않지만 해주(海州) 수양산(首陽山) 아래 오래 세거했던 사족으로 고려 때 정(鄭)씨를 사성(賜姓) 받았다고 한다.

## 역사
시조 정숙(鄭肅)은 고려 신종 때 문과에 급제하여 전법정랑(典法正郞), 중현대부(中顯大夫) 전객서령(典客署令)을 지냈다. 그 후 문헌이 소실되어 고려 말 소부소윤(少府少尹)을 지낸 정언(鄭琂)과 정관(鄭琯)을 1세조로 하여 2세 정윤규(鄭允珪)·정윤경(鄭允卿)·정윤진(鄭允珍), 3세 정역(鄭易)·정초(鄭初)로 해주를 본관으로 세계(世系)가 이어졌다. 해주 정씨는 조선 시대 문과 급제자 62명을 배출하였다.

## 본관
해주(海州)는 황해도 해주시의 지명이다. 본래 고구려의 내미홀(內米忽)이다. 고려 태조(太祖) 때 해주로 개칭되었으며 목(牧)이 설치되었다. 별칭으로 지성(池城), 대령(大寧), 서해(西海), 고죽(孤竹), 수양(首陽)이라 하며 동국여지승람(東國與地勝覽)에 땅이 넓고 비옥하며 인구가 많아 관서(關西)의 큰 고을로 최씨(崔氏), 정씨(鄭氏), 오씨(吳氏) 3성이 가장 번성하였다고 기록되어 있다. 1895년 지방제도 개정으로 해주부가 설치되었고, 1896년 황해도의 도청소재지가 되었다. 시조를 모신 여주의 사당 대령사(大寧祠)의 대령(大寧)도 수양(首陽)과 함께 해주(海州)의 옛 이름이다.

## 분파
고려 후기에 시조 정숙의 후손인 정언(鄭琂)과 정관(鄭琯) 중에서 정관(鄭琯)은 후손이 없고 소윤공(小尹公) 정언(鄭琂)을 1世로 하여 2世에 찬성공(贊成公) 정윤규(鄭允珪), 문학공(文學公) 정윤경(鄭允卿), 판서공(判書公) 정윤진(鄭允珍)의 세 분파(分派)와 시조와의 계(系)를 명확히 밝힐 수 없는 3世 대장군공(大將軍公) 정초(鄭初 혹은 鄭礎)의 분파를 더하여 4개 분파로 이어오다가 작게는 4개파에서 그 후손들이 파조(派祖)로하여 다시 몇 개의 분파로 세분되었다.
| - 종파(宗派) - 정효준(鄭孝俊)의 후손 - 오정공파(梧亭公派) - 정용(鄭鎔)의 후손 - 삼옥공파(三玉公派) - 정감(鄭鑑)의 후손 - 주부공파(主簿公派) - 정유경(鄭有慶)의 후손 - 허암공파(虛菴公派) - 정희랑(鄭希良)의 후손 - 행촌공파(杏村公派) - 정척(鄭惕)의 후손 - 용강공파(龍岡公派) - 정문익(鄭文益)의 후손 - 승지공파(承旨公派) - 정핍(鄭愊)의 후손 - 우후공파(虞候公派) - 정희신(鄭希信)의 후손 - 사과공파(司果公派) - 정희창(鄭希昌)의 후손 - 망암공파(望菴公派) - 정희발(鄭希發)의 후손 - 세마공파(洗馬公派) - 정희윤(鄭希尹)의 후손 - 청도공파(淸道公派) - 정흥경(鄭興慶)의 후손 - 농포공파(農圃公派) - 정문부(鄭文孚)의 후손 | - 집의공파(執義公派) - 정흔(鄭忻)의 후손 - 정랑공파(正郞公派) - 정홍도(鄭弘道)의 후손 - 생원공파(生員公派) - 정변(鄭忭)의 후손 - 참봉공파(參奉公派) - 정계경(鄭繼慶)의 후손 - 언양공파(彦陽公派) - 정기도(鄭纘慶)의 후손 - 낭천공파(狼川公派) - 정념(鄭恬)의 후손 - 통례공파(通禮公派) - 정기(鄭旗)의 후손 - 생원공파(生員公派) - 정어(鄭於)의 후손 - 대제학공파(大提學公派) - 정여(鄭旅)의 후손 - 판서공파(判書公派) - 정창령(鄭昌齡)의 후손 - 신당공파(新堂公派) - 정붕(鄭鵬)의 후손 - 생원공파(生員公派) - 정은견(鄭銀堅)의 후손 - 한벽재공파(寒碧齋公派) - 정석견(鄭鍚堅)의 후손 |

## 인물
- 정유산(鄭惟産, ? ~ 1091년) : 1062년(문종 16) 중서사인(中書舍人)으로 국자감시(國子監試)를 관장하였는데, 이때 시권(試券)에 봉미(封彌)하는 법을 처음 시행하였다. 1069년(문종 23) 상서좌승 우간의대부(尙書左丞右諫議大夫)가 되었으며, 1071년 한림학사가 되고, 다음해에는 한림학사 국자좨주(翰林學士國子祭酒)로서 지서북면추동번병마사(知西北面秋冬番兵馬使)를 겸임하였다. 1073년 2월 섭형부상서(攝刑部尙書)를 겸하였으며, 12월 예부상서가 되었다. 1075년(문종 29) 참지정사 감수국사(參知政事監修國史)가 되고, 이어 이부상서가 되었다. 1077년 판상서예부사(判尙書禮部事)를 거쳐 문하시랑평장사에 올랐다. 시호는 정순(貞順)이다.
- 정중부(鄭仲夫, 1106년 ~ 1179년) : 고려 명종을 옹립한 뒤 무신정권을 수립하여 참지정사(參知政事), 중서시랑평장사(中書侍郎平章事)가 되었고, 1172년 서북면판사행영병마 겸 중군병마판사(西北面判事行營兵馬兼中軍兵馬判事)가 되었다. 1179년(명종 9) 새로운 실권자 경대승(慶大升)에게 피살되었다.
- 정정숙(鄭旌淑) : 고려 인종조에 형부상서·상서좌복야(尙書左僕射)·응양군(鷹揚軍) 상장군(上將軍)을 역임하였다. 인종 때 권신인 이자겸의 반대파 인물로 최홍재 등과 뜻을 같이 하였으며, 또한 묘청(妙淸)의 난 때에는 김부식을 보좌하여 서경에 출전하기도 하였다.
- 정빈철(鄭彬哲) : 고려조에 판지주사(判知州事)를 역임했다. 경주김씨 예의판서공파 파조 포옹(浦翁) 김남기(金南基)의 장인이다.
- 정언(鄭琂) : 고려조에 소부 소윤(少府少尹)을 지내고 정헌대부(正憲大夫)ㆍ이조판서(吏曹判書)에 추증되었다.
- 정윤규(鄭允珪) : 고려조에 정용낭장(精勇郎將) 판예의사사(判禮儀司事)을 지냈다.
- 정윤경(鄭允卿) : 고려조에 정당문학(政堂文學)을 역임하였다.
- 정윤진(鄭允珍) : 고려조에 예조판서(禮曹判書)를 역임하였다.
- 정을경(鄭乙卿) : 자(字)는 선보(善輔), 호(號)는 해정어수(海亭漁叟). 부사 정인노(仁老)의 아들. 조선초기에 남양부사(南陽府使)와 사헌부 장령(司憲府掌令)을 지내고 좌의정(左議政)에 추증되었다.
- 정역(鄭易, ? ~ 1425년) : 아버지는 정윤규이며, 어머니는 대사성 설문우(薛文遇)의 딸이다. 효령대군(孝寧大君)의 장인이다. 1383년(우왕 9) 이방원(李芳遠)과 함께 문과에 급제하여 좌정언ㆍ교주도안렴부사(交州道按廉副使)ㆍ사헌부지평ㆍ참지의정부사(參知議政府事)등을 역임하고, 1411년(태종 11)에 한성부윤으로 정조부사(正朝副使)가 되어 명나라에 다녀왔으며, 다음해 대사헌이 되었다. 1414년 충청도관찰사로 나갔다가 이듬해 예조ㆍ형조의 판서를 지내고, 1416년 대제학을 거쳐 호조판서가 되었다. 1419년(세종 1)에 판한성부사ㆍ좌찬성, 다음해에 호조판서를 거쳐 집현전 대제학(集賢殿 大提學)이 되었다. 시호는 정도(貞度)이다.
- 정초(鄭初 또는 礎) : 조선 태종 때 전라도 도진무사(全羅道都鎭撫使) 겸 도절제사(都節制使)를 거쳐 진서 대장군(鎭西大將軍)을 역임하였다.
- 정충경(鄭忠敬, ? ∼ 1443년) : 정역(鄭易)의 장남. 1438년(세종 20) 동부승지(同副承旨)와 우승지(右承旨), 세종 23년(1441) 형조참판(刑曹參判)과 강원도관찰사(江原道觀察使), 세종 24년(1442) 동지중추원사(同知中樞院事)와 한성부윤(漢城府尹), 1443년(세종 25) 전라도관찰사(全羅道觀察使)와 중추원부사(中樞院副使)를 지냈다.
- 정충석(鄭忠碩, 1406년 ~ 1473년) : 자는 효부(孝夫). 정역(易)의 둘째 아들. 음직에 의하여 1424년 수의부위좌군 부사정에 임명된 이후 1438년 사헌부 감찰, 1445년 한성부 판관, 1451년 한성부 소윤, 1457년 판군자감사를 역임하였다. 1464년 명나라에 사신으로 갔다 오고 1466년(세조12년) 가선대부(嘉善大夫)로 동지중추부사(同知中樞府使事)에 올랐다. 배위는 문충공 정몽주(鄭夢周)의 손녀이다.
- 정성(鄭晟) : 정당문학 윤경(允卿)의 아들 고려조에 판중추원사(判中樞院事)를 지내고, 조선조(朝鮮朝)에 들어와 대광보국숭록대부(大匡輔國崇祿大夫)에 증직되었다. 고려사를 보면 충선왕 4년 5월 임인(壬寅)에 왕이 대호군으로 치사한 정성(鄭晟)을 보내 역대실록을 송환(送還)하였다는 기록이 보인다.
- 정종(鄭悰, ? ~ 1461년) : 참판 충경(忠敬)의 아들. 1450년(세종 32)에 문종의 딸 경혜공주(敬惠公主)와 혼인한 뒤 영양위(寧陽尉)에 책봉되었고, 단종이 즉위하자 단종의 두터운 신임을 받았다. 1455년(단종 3)수양대군의 제거를 도모하였던 금성대군 유(錦城大君 瑜)와 친교가 있었다 하여 영월에 유배되었다. 이해에 수양대군이 즉위하였는데, 문종의 유일한 사위라 하여 경기도 양근(陽根) 수원 통진에 이배 되었으나, 1456년(세조 2) 사육신사건으로 죄가 가중되어 다시 광주(光州)로 옮겨졌다. 1461년 승려 성탄(性坦)등과 반역을 도모하였다 하여 사사되었다. 그와 함께 유배되어 관비(官婢)가 된 경혜공주가 적소에서 아들을 낳자, 세조비 정희왕후(貞喜王后)가 친히 양육하고 세조가 미수(眉壽)라 이름 하였다. 뒤에 아들 미수가 중종반정에 참여하여 정국공신에 봉해지자 영의정 영양부원군에 추증되고 헌민(獻愍)의 시호를 받았다. 영월의 장릉(단종묘)과 공주 동학사(東鶴寺) 숙모전(肅慕殿)에 배향되었다.
- 정수경(鄭守慶) : 현감 담(憺)의 아들 조선 중종 무렵에 청도 군수(淸道郡守)를 역임하였다.
- 정미수(鄭眉壽, 1456년 ~ 1512년) : 자는 기수(耆叟), 호는 우재(愚齋). 아버지는 형조참판 영양위 종(悰)이며, 어머니는 문종의 딸 경혜공주(敬惠公主)이다. 아버지의 유배지 광주(光州)에서 태어났다. 아버지가 사사(賜死)되자 어머니와 함께 서울로 소환, 세조가 길렀다. 잠저 때의 성종을 시중하다가 1473년(성종 4) 돈녕부직장ㆍ형조정랑을 지냈다. 죄인의 자손으로 임관되었다 하여 여러 차례 탄핵을 받았으나 성종의 무마로 무사하였다. 1476년 중부참봉(中部參奉)을 거쳐 이듬해 선전관을 지내고, 1489년 사헌부장령ㆍ사섬시첨정ㆍ한성부서윤ㆍ인천부사 등을 지냈다. 연산군이 즉위하자 당상관으로 올라 장례원판결사에 임명되고, 1496년(연산군 2) 충청도관찰사가 되었다. 1498년 동부승지ㆍ우승지ㆍ좌승지ㆍ도승지를 거쳐, 1502년 공조참판ㆍ지돈녕부사ㆍ한성부판윤을 지내고, 1504년 의정부참찬으로 판의금부사를 겸하였다. 1506년(중종 1) 우찬성이 되어 중종반정 때 공으로 정국공신(靖國功臣) 3등이 되고 보국숭록대부(輔國崇祿大夫)에 올랐으며, 해평부원군(海平府院君)에 봉하여졌다. 이듬해 박경(朴耕)의 옥사에 연루되어 경상도 울진으로 유배되었다가 곧 풀려나 옛 관직을 돌려받고 영경연사(嶺經筵事)에 임명되었다. 법조문에 밝았으며 문장에 능하여 유고로 한중계치(閑中啓齒)가 있다. 시호는 소평(昭平)이다.
- 정윤경(鄭胤慶) : 자는 향수(鄕數). 생원 변(忭)의 아들 조선 전기에 참봉(參奉)을 지냈다.
- 정석견(鄭錫堅), ? ~1500(연산군 6)) : 자는 자건(子健). 호는 한벽재(寒碧齋). 유공(由恭)의 아들이며, 사림파 학자인 붕(鵬)의 작은아버지이다. 1474년(성종 5) 식년문과에 을과로 급제, 예안현감ㆍ사간원 정언을 지냈다. 1483년 천추사(天秋使)의 서장관(書將官)으로 명나라에 다녀왔으며, 1485년 이조좌랑에 올랐다. 다음해 사헌부지평이 되어 경연(經筵)에서 원사(元史)를 강(講)하는 대신, 경서(經書)를 강할 것을 주청하기도 하였고, 곧 이조정랑으로 옮겨 보덕 허침과 <삼강행실(三綱行實)＞을 산정(刪定)하였다. 1489년 사헌부장령으로 승진하였으며, 이때 유자광(柳子光)이 장악원제조로 임용되자 장악원제조는 덕망이 있는 자라야 오를 수 있는 자리라는 것을 이유로 체직을 요청하였다가 성균관사예로 전직되었으며, 경차관(敬差官)이 되어 밀양에 파견되기도 하였다. 이듬해 강경서(姜景敍) 등과 함께 사유(師儒)로 천거되었으며, 의정부 사인의 직에 있으면서 사유에 뽑혔다. 일시 김해부사로 외직에 나갔다가 1493년 동부승지에 임명되었고, 그해 제포(薺浦)에 왜인과 본국인 사이에 다툼이 일어나 문제가 크게 되자 경상도 경차관이 되어 제포에 파견되었으며, 그때 본국인의 심문을 잘못하여 국위를 손상시켰다는 이유로 사헌부의 탄핵을 받았다. 1495년(연산군 1) 지성균관사(知成均館事), 병조의 참지ㆍ참의를 역임하였고, 2년 후 대사간을 거쳐 이조참판에 올랐다. 1498년 무오사화가 일어나자 일찍이 김종직(金宗直)의 문집을 간행하였다 하여 파직 당하였다. 김종직ㆍ정여창(鄭汝昌) 등과 도의교(道義交)를 맺어 성리학을 강론하였고, 성종 때 유도인(有道人) 13인을 천거할 때 그 중의 한 사람에 들었다. 청빈하여 전도(前導)가 없이 다니니 ‘산자관원(山字官員)'이라는 별명을 듣기도 하였다. 선산 경락사(景洛祠)에 제향되었다.
- 정붕(鄭鵬, 1469년 ~ 1512년) : 자는 운정(雲程), 호는 신당(新堂). 현감 철견(鐵堅)의 아들이며, 석견(錫堅)의 조카이다. 1492년 식년문과에 을과로 급제하여 승문원권지부정자가 되었다. 정자ㆍ지평ㆍ정언을 거쳐 1504년(연산군 10) 교리로 있으면서 갑자사화에 연루되어 영덕에 유배되었다. 1506년 중종반정으로 다시 교리에 복직되어 상경중 병으로 사퇴하고 고향에 돌아갔다. 그 뒤 청송부사에 제수되었는데 재임 3년 만에 임지에서 별세하였다
- 정언각(鄭彦慤, 1498년 ~ 1556년) : 자는 근부(謹夫). 진사 희검(希儉)의 아들이다. 1516년(중종 11) 생원이 되고, 1533년 별시문과에 을과로 급제하여 도승지ㆍ판결사를 거쳐 등을 거쳐 1556년 경기도관찰사를 역임하였다.
- 정문부(鄭文孚, 1565년 ~ 1624년) : 조자는 자허(子虛), 호는 농포(農圃). 부사 신(愼)의 아들이다. 1585년(선조 18) 생원이 되고, 1588년 식년문과에 갑과로 급제하여 1594년 영흥부사에 이어 온성부사ㆍ길주목사ㆍ안변부사ㆍ공주목사를 거쳐 1599년 장례원판결사ㆍ호조참의가 되었고, 그해 중시문과에 장원급제하였다. 1600년 용양위부호군에 이어 다음해 예조참판, 이어서 장단부사ㆍ안주목사가 되었으며, 1610년(광해군 2) 사은부사(謝恩副使)로 명나라에 다녀왔다. 다음해 남원부사가 되고 1612년 형조참판에 임명되었으나 부임하지 않고 외직을 자청하였다. 1623년 반정으로 인조가 즉위하자 전주부윤이 되고, 다음해 다시 부총관에 임명되었으나 병으로 부임하지 않고 있던 중 1624년(인조2) 초회왕(楚懷王)에 대해 지은 시(詩)로 인하여 박홍구의 역모에 연루되었다는 모함을 받아 고문 받던 끝에 별세하였다. 뒤에 함북 지방민의 송원(訟寃)에 의해 신원(伸寃)되었다. 좌찬성(左贊成)에 추증(追贈)되고 충의(忠毅)의 시호를 받았다.
- 정중만(鄭重萬, 1658년 ~ 1732년) : 자는 여일(汝一) 호는 백석(白石) 필선 식(植)의 아들 14살에 현종이 인평대군의 딸과 혼인하게 하였고 18세에 사마시에 합격하였다. 젊어서부터 글씨를 잘 써서 대권안의 여러 편액을 썼다. 1689년 사옹원 직장이 되었다가 익위사 부솔(副率)로 옮겼다. 이듬해 죄없이 철산으로 귀양 갔다가 1694년에 풀려 돌아와 위솔랑(衛率郞) 형조감(刑曹監)으로 승진되고 안음현 현감으로 나가게 되었다. 아껴 쓰고 남는 것으로 제민고(濟民庫)를 처음 만들었다. 황간현감으로 나가 다스리는 일이 가장 뛰어난지라 청도군수로 승진되었다. 이어 함열 양근 진산의 각 군수와 의금부 도사 형조정랑 충훈부도사 선공감부정(繕工監副正) 전라도 찰방을 역임하였다. 1728년 한성주부로 원종공신에 참여하여 아버지 필선공을 이조판서로 추증 받게 했다. 또 공조정랑과 사도시 첨정을 지냈다. 현재 정곡빌딩 동·서관 앞의 鄭谷이라는 표석은 공의 필적이다.
- 정운유(鄭運維, 1704년 ~ 1772년) : 참판 정필녕(必寧)의 아들. 1735년(영조 11) 생원시를 거쳐 1756년 정시문과에 을과로 급제하여 대사간ㆍ한성부우윤ㆍ도승지ㆍ대사헌을 지내고 공조판서에 이르렀다. 시호는 익정(翼靖)이다.

## 집성촌
- 황해도 은율군 남부면 봉암리, 남창리
- 황해도 은율군 은율면 풍산리
- 황해도 은율군 서부면 송림리
- 평안남도 룡강군 대대면 영곡리
- 평안북도 정주군 남서면 보산동
- 경기도 연천군 미산면 마전리
- 전라남도 구례군 구례읍 봉서리
- 충청남도 천안시 서북구 성환읍 신방리
- 경상남도 진주시 이반성면 용암리
- 경상북도 구미시 선산읍 포상리

## 조선 왕실과의 인척 관계
- 고종 후궁 귀인 정씨
- 효령대군(태종의 차남) 정비 예성부부인 해주정씨
- 영응대군(세종의 팔남) 정비 춘성부부인 해주정씨
- 인평대군(인조의 삼남) 사위 정중만
- 금원군(중종의 서자) 정비 파징군부인 해주정씨
- 영신군(능원대군 삼남) 정비 현부인 해주정씨
- 임양군(낙선군 계자) 정비 군부인 해주정씨
- 경혜공주(문종의 장녀) 부마 정종

## 해주 소재 성씨
- 해주 최씨
- 해주 오씨
- 해주 경씨
- 해주 윤씨
- 해주 왕씨
- 해주 김씨
- 해주 이씨